# Opius middlekauffi
Opius middlekauffi är en stekelart som beskrevs av Fischer 1964. Opius middlekauffi ingår i släktet Opius och familjen bracksteklar. Inga underarter finns listade i Catalogue of Life.